# Franc de la Guyane
Pour les articles homonymes, voir franc.
Le franc de la Guyane, ou franc guyanais, est l'ancienne monnaie spécifique de la Guyane française, de 1816 à 1975. Après cette date, les émissions en franc français de la métropole sont devenues les seules monnaies autorisées, remplacées par l'euro en 2002.

## Histoire monétaire
Avant 1818, la France émet des pièces de monnaie exprimées en sou, multiple de la livre tournois, laquelle possède une valeur différente quand elle circule en Guyane et dans les Antilles. L'écart à l'échange, avant les premières réformes, ira grandissant entre le franc et la livre coloniale, il était de 185 % durant le premier quart du XIXe siècle. Une ordonnance du roi du 10 décembre 1779 autorise l'émission de pièces de 2 et 3 sous en billon au nom de la « Colonie de Cayenne »,. L'ordonnance du 10 novembre 1781 tente de réglementer l'usage des monnaies étrangères en Guyane et dans le reste des Antilles. Par l'ordonnance du 23 mars 1817, sont démonétisés les mocos, morceaux contremarqués (RF, fleur de lys, G, GP, etc.) de pièce de 27 g d'argent (appelée gourde) qui servaient à pallier l'absence de numéraire : elles proviennent majoritairement du Mexique et des États-Unis. Par l'ordonnance du 4 novembre 1818, une pièce de 10 centimes en billon est frappée au nom de la Guyane française, type repris à l'identique pour le revers en 1846,. À partir de 1825 et jusqu'en 1844, des modules de 5 et 10 centimes en bronze sont frappés, au nom des « Colonies françaises », mais seulement une partie d'entre elles circulèrent en Guyane. Le 8 juin 1844, le gouverneur de Guyane démonétisa par décret les pièces de 2 et 3 sous frappées avant 1790. En février 1853, est fondée la Banque de la Guyane, institution privée, qui va obtenir le droit d'émettre des billets de banque — ce ne sont pas les premiers papiers monétaires, puisqu'en 1794, furent émis des assignats payables seulement à Cayenne.

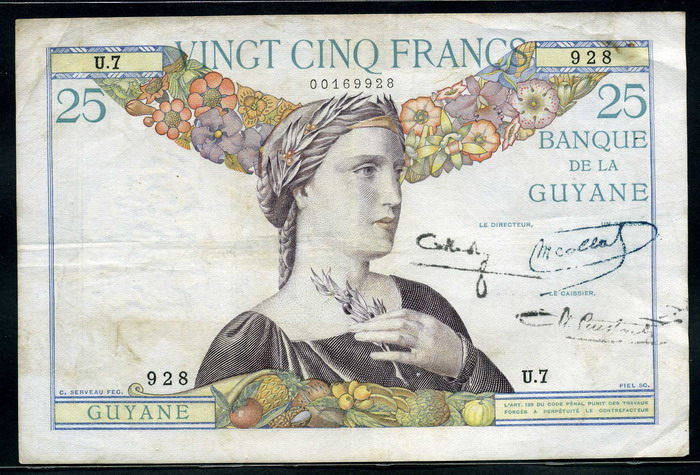
Billet de 25 francs Guyane, type Clément Serveau (1933), avers.

Un premier type est conçu en 1874 par Guillaume Cabasson pour une valeur de 5 francs, imprimé en bleu et rouge, mais qui ne circulera qu'à partir de 1922, et jusqu'en 1947. D'autres valeurs sont émises, de 25, 100 et 500 francs. Durant la Première Guerre mondiale, la banque émet des billets de nécessité exprimés en petits montants (1 et 2 francs),. Il en est de même durant la Seconde Guerre mondiale,. Des coupures en francs imprimées aux États-Unis et à Londres viennent également circuler en Guyane avant 1945,. 
Par la loi 30 avril 1946, c'est la Caisse centrale de la France d'outre-mer qui reprend à son compte le droit d'émission des billets. Certains comportent la mention spécifique de Guyane française, d'autre la Guadeloupe ou la Martinique : ces billets sont valables dans toutes les Antilles françaises. En 1960, les émissions sont reprisent par l'Institut d'émission des départements d'outre-mer. Ces émissions sont supprimées après 1975, et passé cette date, seuls les billets en franc français au nom de la Banque de France circulent en Guyane.

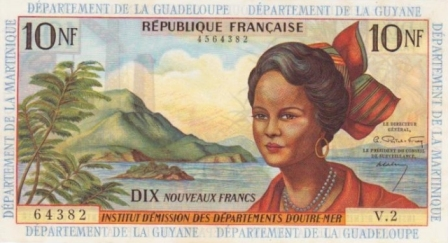
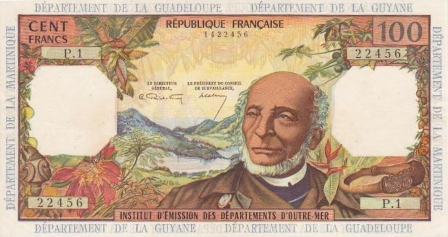